# Passaporto bielorusso
Il passaporto bielorusso (Пашпарт грамадзяніна Рэспублікі Беларусь) è un documento di identità rilasciato dalla Repubblica di Bielorussia ai propri cittadini e viene utilizzato sia per i viaggi all'estero che  per uso interno. A differenza di Russia e Ucraina, non ci sono "passaporti interni" in Bielorussia. I passaporti sono rilasciati dal Ministero degli Interni a coloro che vivono in Bielorussia e dal Ministero degli Affari Esteri a quei cittadini che vivono all'estero.

## Aspetto e caratteristiche
Il passaporto bielorusso è di colore bluo con l'emblema nazionale al centro della copertina. Sopra l'embema sono incise le parole "REPUBBLICA DI BIELORUSSIA" in tre lingue e cioè, dall'alto in basso, in lingua bielorussa, in lingua russa e lingua inglese, mentre sotto è incisa la parola "PASSAPORTO" sempre nelle tre lingue. Per le prime due sono usati i caratteri cirillici.

Nel passaporto biometrico (e-passport) compare, in fondo, anche l'apposito simbolo 
I passaporti vengono rilasciati ai cittadini di ogni età. Ogni cittadino che ha raggiunto l'età di 14 anni è incoraggiato a farsi rilasciare un passaporto.
È valido dieci anni.